# The Chair
The Chair é uma série de televisão americana de comédia dramática criada por Amanda Peet e Annie Julia Wyman, dirigida por Daniel Day Longino. Consiste em 6 episódios de meia hora produzidos e estrelados por Sandra Oh. A trama se passa na fictícia Pembroke University, localizada em uma região que lembra a Nova Inglaterra. Foi lançada na Netflix em 20 de agosto de 2021. Em janeiro de 2023, a série foi cancelada após uma temporada.

## Premissa
A professora Ji-Yoon Kim é a recém-nomeada diretora do Departamento de Inglês na Pembroke University. Como primeira mulher a ocupar o cargo, ela tenta garantir a estabilidade de uma jovem colega negra, lidar com seu relacionamento com Bill Dobson, um amigo e interesse romântico, e criar sua filha adotiva, determinada e de personalidade forte.

## Elenco e personagens

### Principal
- Sandra Oh como Dra. Ji-Yoon Kim,[9] a nova diretora do Departamento de Inglês da Pembroke University
- Jay Duplass como Professor Bill Dobson,[9] amigo e colega de Kim, que está um caos depois da morte de sua esposa e da filha ter ido para a faculdade
- Bob Balaban como Professor Elliot Rentz,[9] um professor idoso do corpo docente do Departamento de Inglês
- Nana Mensah como Professora Yaz McKay,[9] uma jovem professora do Departamento de Inglês que está em processo de obtenção de estabilidade no cargo
- Everly Carganilla como Ju-Hee "Ju Ju" Kim,[9] a filha adotiva de Kim
- David Morse como Dean Paul Larson,[9] um reitor da Pembroke University que supervisiona o Departamento de Inglês
- Holland Taylor como Professora Joan Hambling,[9] uma professora idosa do corpo docente do Departamento de Inglês

### Recorrente
- Ji Lee como Habi, pai de Kim
- Ron Crawford como Professor McHale, um professor idoso do corpo docente do Departamento de Inglês
- Ella Rubin como Dafna, uma estudante de inglês
- Mallory Low como Lila, assistente de ensino de Dobson
- Jordan Tyson como Capri
- Simone Joy Jones como Joy
- Marcia Debonis como Laurie, assistente da diretora do Departamento de Inglês
- Bob Stephenson como cara da TI
- Cliff Chamberlain como Ronny

### Participação
- David Duchovny como ele mesmo (em "The Last Bus in Town")[10]

## Episódios
| N.º na série | N.º na temp. | Título (no Brasil)                       | Dirigido por        | Escrito por                      | Lançamento           |
| --- | ------------ | ---------------------------------------- | ------------------- | -------------------------------- | -------------------- |
| 1 | 1            | "Brilliant Mistake" "Um grande erro"     | Daniel Gray Longino | Amanda Peet & Annie Julia Wyman  | 20 de agosto de 2021 |
| Na reunião do Departamento de Inglês, Ji-Yoon conversa com seus colegas sobre as baixas matrículas em seus cursos. O reitor diz a Ji-Yoon que ela precisa demitir três membros de seu departamento devido ao baixo número de inscrições. Ji-Yoon pede para Yaz combinar sua turma com a de Elliot, que deveria ser o responsável pelo caso de estabilidade de Yaz. Na aula combinada, Elliot trata Yaz como uma assistente de ensino, em vez de uma coprofessora. Bill se embriaga após sua filha ir para a faculdade, chega atrasado à sua aula e, acidentalmente, mostra um vídeo íntimo de sua esposa falecida para os alunos. No dia seguinte, Bill novamente chega atrasado à aula e usa o gesto de saudação nazista ao ensinar sobre o absurdismo e o fascismo. Alguns alunos gravam esse gesto com seus celulares. Ji-Yoon diz a Joan que vai fazer uma denúncia sob o Title IX porque seu escritório foi transferido para o porão. Joan tem uma discussão verbal com o investigador do Title IX. Em casa, o pai de Ji-Yoon lhe diz que a professora de Ju Ju quer que ela faça terapia devido a um desenho perturbador que ela fez, mostrando Ji-Yoon morrendo. |              |                                          |                     |                                  |                      |
| 2 | 2            | "The Faculty Party" "A festa"            | Daniel Gray Longino | Amanda Peet & Richard E. Robbins | 20 de agosto de 2021 |
| Dafna, uma estudante filha de um dos membros do conselho de administração, que deu uma carona a Bill para a escola, deixa uma torta na porta dele. Ju Ju assusta a nova babá, fazendo com que Ji-Yoon a deixe com seu pai, Habi, para poder ir à festa do corpo docente. Ji-Yoon fuma um baseado com Bill fora da festa e depois precisa fazer um discurso, no qual, impulsivamente, anuncia que Yaz receberá uma palestra distinta naquele ano. O pai de Ji-Yoon liga para informá-la que Ju Ju está desaparecida. Quando a encontram andando pela cidade, Ju Ju grita que Ji-Yoon não é sua mãe de verdade e que Habi não é seu avô de verdade. Ji-Yoon e Bill levam Ju Ju para jogar boliche, enquanto os alunos começam a compartilhar o vídeo de Bill fazendo a saudação nazista uns com os outros. Bill beija Ji-Yoon, mas ela o impede de ir mais longe. No dia seguinte, ele vai até o escritório de Ji-Yoon para pedir que ela reconsidere, e os dois veem os alunos do lado de fora da janela de Ji-Yoon protestando contra Bill pela saudação nazista. |              |                                          |                     |                                  |                      |
| 3 | 3            | "The Town Hall" "O debate"               | Daniel Gray Longino | Amanda Peet & Annie Julia Wyman  | 20 de agosto de 2021 |
| No processo disciplinar, Bill se recusa a escrever um pedido de desculpas público pela saudação nazista. Em vez disso, ele conversa com os alunos, dizendo que tem orgulho da dissidência deles. Ele se compara a professores que fugiram da Alemanha Nazista e afirma que os alunos estão interpretando mal o que ele fez. Após ser pressionado a pedir desculpas, ele se desculpa pelos sentimentos das outras pessoas, e os alunos zombam dele e continuam protestando. Durante uma discussão sobre Herman Melville na aula de Yaz e Elliot, um aluno pergunta sobre acusações de Melville bater em sua esposa. Elliot se recusa a discutir o assunto, mas Yaz diz que abordará o tema em sua turma. Joan lê as avaliações negativas de seus alunos sobre seu ensino, queima algumas delas e quase incendeia seu escritório. Ji-Yoon é informada de que o palestrante distinto será David Duchovny, embora normalmente ela seria a responsável por escolher o palestrante, e ela já havia escolhido Yaz. Ji-Yoon discute com o reitor sobre a escolha, que diz que a escola precisa de um palestrante convidado que aumente a matrícula dos alunos. |              |                                          |                     |                                  |                      |
| 4 | 4            | "Don't Kill Bill" "Bons amigos"          | Daniel Gray Longino | Richard E. Robbins               | 20 de agosto de 2021 |
| Ji-Yoon informa a Bill que ele está suspenso, não pode entrar no campus e deve escrever um pedido de desculpas formal. Bill cuida de Ju Ju, que foi suspensa da escola, e eles se conectam enquanto ajudam um ao outro a escrever cartas de desculpas. Ju Ju diz que prefere seu apelido em vez de seu nome completo, Ju-Hee, embora tenha sido nomeada em homenagem à mãe de Ji-Yoon. Dois alunos se encontram com Ji-Yoon, preocupados com a possibilidade de Yaz não receber estabilidade no cargo e observando que outro professor não branco foi negado. Ji-Yoon defende Yaz para Elliot, mas Elliot resiste. Yaz lidera discussões animadas sobre Melville e Moby-Dick, com Elliot observando tristemente como um estranho. Naquela noite, Elliot compartilha sua tristeza com sua esposa, desconfortável com o mundo em que agora vive e com seu corpo envelhecido. O reitor diz a Ji-Yoon que Duchovny irá lecionar a turma de Bill pelo resto do semestre. Quando Ji-Yoon questiona a decisão, o reitor a lembra de que ela deve agir mais como a diretora do departamento e menos como colega de Bill. Yaz critica a liderança de Ji-Yoon, dizendo que ela não deveria permitir que Duchovny lecionasse e que não deveria expressar mais simpatia por Elliot, que tem estabilidade no cargo há décadas, do que por ela. Joan se encontra com o técnico de TI para descobrir quem está postando avaliações negativas sobre ela on-line. Joan confronta o autor fora da biblioteca. |              |                                          |                     |                                  |                      |
| 5 | 5            | "The Last Bus in Town" "A última chance" | Daniel Gray Longino | Jennifer Kim                     | 20 de agosto de 2021 |
| Ji-Yoon é solicitada a fazer uma declaração sobre a saudação nazista de Bill. Ela também é questionada se está envolvida romanticamente com ele, o que ela nega. Bill pega remédios no armário de medicamentos de sua falecida esposa e toma. Ele vai à festa de aniversário da prima de Ju Ju com ela, se embriaga e atrapalha a cerimônia tradicional coreana de doljanchi. Habi e seus familiares levam Bill para casa, onde Ju Ju o ajuda a completar um ritual do Dia dos Mortos para sua falecida esposa, uma tradição que honra a herança mexicana biológica de Ju Ju. Ji-Yoon vai visitar David e lhe diz que já prometeu a palestra distinta para outra pessoa e que o trabalho de pesquisa dele está ultrapassado. Yaz conta a Elliot que suas turmas foram unidas porque ele está na lista para aposentadoria forçada. Elliot, Joan e John acham que Ji-Yoon está protegendo Bill apenas por causa dos sentimentos que tem por ele e não está cuidando de todo o departamento. Yaz diz a Ji-Yoon que aceitou uma palestra distinta em Yale e também está fazendo entrevistas para uma vaga lá. |              |                                          |                     |                                  |                      |
| 6 | 6            | "The Chair"                              | Daniel Gray Longino | Andrea Troyer                    | 20 de agosto de 2021 |
| Joan, John e Elliot dizem ao reitor que darão um voto de censura contra Ji-Yoon como diretora. O advogado de Bill aconselha que ele aceite um acordo e se mude para Nova York. Os advogados da universidade dizem a Ji-Yoon que ela deve se pronunciar abertamente contra Bill. Dafna vai até a casa de Bill para pedir que ele leia o rascunho de um livro que ela escreveu. Ele vê um artigo de jornal criticando Ji-Yoon e vai visitá-la. Ele pede para ela se mudar para Paris com ele, caso ele aceite o acordo. Eles se beijam, e ela lhe diz que precisa demiti-lo. Ele a acusa de não apoiá-lo, e ela o acusa de usar a morte de sua esposa como desculpa para se comportar mal, fazendo-o ir embora. Na audiência, Ji-Yoon diz a Dean Larson que demitir Bill não mudará a cultura subjacente da escola. Ela se retira do painel, reconhecendo que não é uma parte imparcial. Bill perde a audiência e é expulso da universidade. Na reunião do departamento, Elliot conta a Ji-Yoon sobre o voto de censura. A maioria vota contra Ji-Yoon e ela nomeia Joan para substituí-la como diretora. Mais tarde, Joan caminha feliz no escritório da direção. Ji-Yoon, de volta ao seu papel de professora, está mais feliz. Bill diz a Ji-Yoon que recusou a oferta de acordo e lutará para recuperar seu emprego, porque prefere ser professor a ser rico. Enquanto isso, ele se oferece para cuidar de Ju Ju para ajudar nas finanças.                                                |              |                                          |                     |                                  |                      |

## Produção

### Desenvolvimento
Em fevereiro de 2020, foi anunciada uma nova série de seis episódios de meia hora, com Sandra Oh e Jay Duplass como protagonistas. The Chair foi criada por Amanda Peet e Annie Julia Wyman. Peet também atuou como produtora executiva, ao lado de David Benioff, D. B. Weiss, Bernie Caulfield, Daniel Gray Longino e Sandra Oh. Peet e Annie Julia Wyman coescreveram o episódio piloto.
A série faz parte das colaborações da Netflix Gold, uma parceria entre a Netflix e a Gold House para apoiar e ampliar histórias culturalmente relevantes que envolvem uma narrativa diversa e multidimensional com a comunidade asiática e de ilhéus do Pacífico (API).

### Seleção do elenco
No final de janeiro de 2021, antes de anunciar a data de estreia da série, foi confirmado o elenco principal, com Sandra Oh como protagonista e produtora, além de Jay Duplass, Nana Mensah, Bob Balaban, David Morse e Everly Carganilla. Ji Yong Lee, Mallory Low, Marcia DeBonis, Ron Crawford, Ella Rubin e Bob Stephenson foram anunciados como parte do elenco secundário.

### Filmagens
O Washington & Jefferson College, em Washington, Pensilvânia, e o campus Shadyside da Chatham University, em Pittsburgh, foram usados para representar a Pembroke University, com o bairro Shadyside representando a cidade de Pembroke.

## Lançamento
O teaser oficial da série foi lançado em 30 de junho de 2021 e seu trailer oficial foi lançado em 21 de julho de 2021. A série foi estreada mundialmente em 20 de agosto de 2021, na Netflix.

## Recepção

### Resposta da crítica
No site agregador de críticas Rotten Tomatoes, a série possui uma aprovação de 86%, baseada em 69 análises, com uma avaliação média de 6,9/10. O consenso dos críticos diz: "The Chair é muito curtinha para alcançar todas as suas ambições, mas as observações precisas sobre o mundo acadêmico e um elenco sólido, liderado por uma atuação carismática—e hilária—de Sandra Oh garantem que a série nunca deixe de ser interessante." No Metacritic, a série recebeu uma pontuação média ponderada de 73 de 100, baseada em 33 análises críticas, indicando "críticas geralmente favoráveis".
Revisando a série para o USA Today, Kelly Lawler deu à série uma avaliação de três estrelas em quatro e disse: "Como a maioria dos estudantes universitários, The Chair é incrivelmente ambiciosa no que pretende alcançar em seu curto tempo e, ocasionalmente, falha, mas, no geral, a série supera a curva metafórica."
Ben Travers, do IndieWire, deu à série um B e escreveu: "Se The Chair fosse apenas uma comédia romântica de nível universitário, seria uma delícia, ainda mais pela sua brevidade, mas a vontade e ânsia da série de abranger mais é ao mesmo tempo empolgante, embora um pouco exagerada."

### Prêmios e indicações
| Ano  | Prêmio                           | Categoria                        | Nomeado(s) | Resultado | Ref.   |
| ---- | -------------------------------- | -------------------------------- | ---------- | --------- | ------ |
| 2022 | Critics' Choice Television Award | Melhor Atriz em Série de Comédia | Sandra Oh  | Pendente  | [ 21 ] |
| 2022 | Screen Actors Guild Awards       | Melhor Atriz em Série de Comédia | Sandra Oh  | Pendente  | [ 22 ] |